# تشرم خوران العليا (عباس الغربي)
تشرم خوران العلیا (بالفارسية: چرم‌خوران علیا) هي مستوطنة تقع في إيران في قسم عباس الغربي الريفي. يقدر عدد سكانها بـ 206 نسمة .